# 래리 나사르

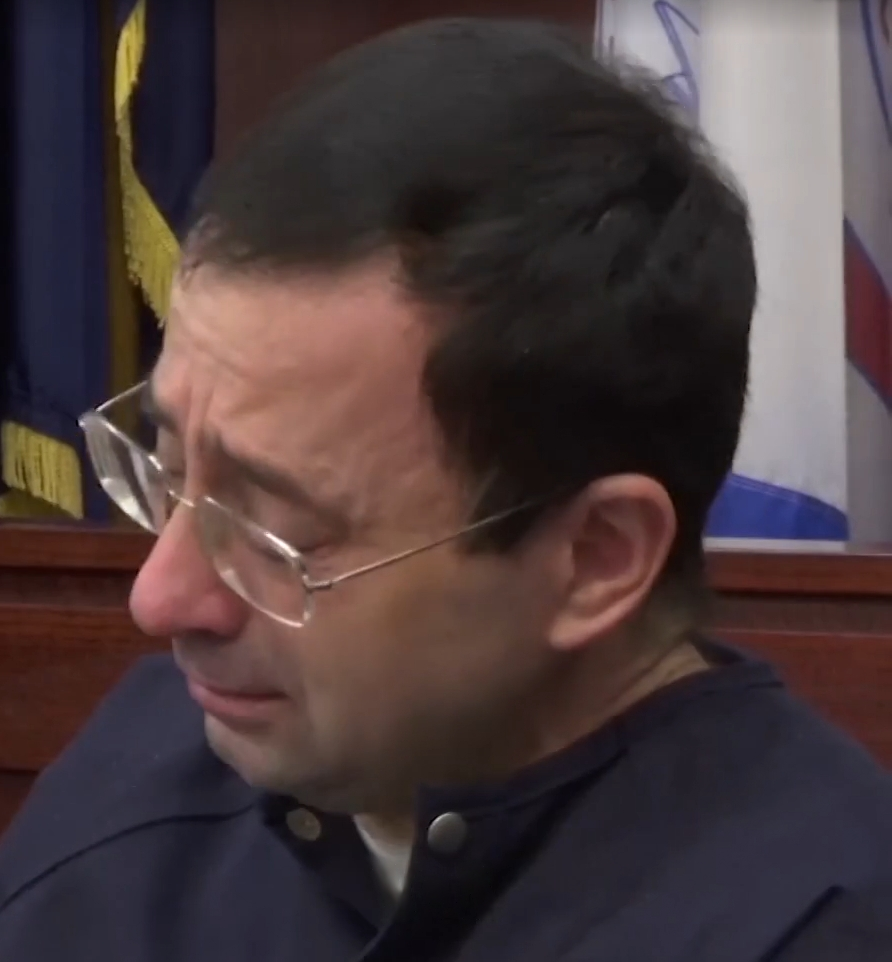

래리 나사르(Larry Nassar, 본명: 로렌스 제라드 나사르, Lawrence Gerard Nassar, 1963년 8월 16일 ~ )는 미국의 전직 물리치료사이다. 18년 동안 미국 여자 체조 국가대표팀의 팀닥터로 재직하면서 자신의 지위를 이용해 수백 명의 젊은 선수들을 착취하고 성폭행했다.
나사르는 2016년 치료를 빙자해 최소 265명의 젊은 여성과 소녀들을 성폭행한 혐의로 기소됐다. 그의 희생자에는 수많은 올림픽 및 미국 여자 체조 국가 대표팀 체조 선수가 포함되었다.
나사르는 2017년 7월 11일 아동 포르노 소지 및 증거 조작 혐의로 유죄를 인정한 후 2017년 12월 7일 연방 교도소에서 60년 형을 선고 받았다. 2018년 1월 24일 나사르는 40~175년의 형을 추가로 선고받았다. 잉엄 카운티에서 7건의 성폭행에 대해 유죄를 인정했다. 2018년 2월 5일, 그는 이튼 카운티에서 추가로 3건의 성폭행에 대해 유죄를 인정한 후 미시간 주립 교도소에서 추가로 40~125년 형을 선고 받았다.
연방 사건을 담당하는 판사의 명령에 따라 그의 주 교도소 형량은 연방 형량과 연속적으로 집행되어 사실상 가석방 없는 종신형을 선고받게 된다. 나사르는 연방 구금에서 풀려나면 미시간 주 교도소로 이송될 예정이다. 그의 두 가지 주 형은 동시에 복역될 것이다. 그는 스캔들에 대한 다큐멘터리인 2020년 영화 '우리는 영원히 어리지 않다'의 중심 인물이다.